# Brescia Calcio Femminile
Brescia Calcio Femminile (Vrouwenvoetbalvereniging Brescia) is een voetbalclub uit de Italiaanse stad Brescia. De club werd opgericht in 1995 en speelt sinds 2009 in de Serie A. In 2014 en 2016 werd de club Italiaans landskampioen. 
Hoewel de club nagenoeg dezelfde kenmerken heeft als haar mannelijke tegenhanger Brescia Calcio (qua naam, shirts, bijnaam, ...) zijn er geen officiële banden tussen beide clubs.